# World Series 1992
Le World Series 1992 sono state la 89ª edizione della serie di finale della Major League Baseball al meglio delle sette partite tra i campioni della National League (NL) 1992, gli Atlanta Braves, e quelli della American League (AL), i Toronto Blue Jays. A vincere il loro primo titolo furono i Blue Jays per quattro gare a due.
Toronto divenne la prima squadra al di fuori degli Stati Uniti a vincere le World Series e rimane l'unica squadra canadese ad essere apparsa in finale. Fu il primo titolo per la città dalla vittoria della Stanley Cup del 1967 da parte dei Toronto Maple Leafs della National Hockey League. Inoltre Cito Gaston divenne il primo manager afroamericano a vincere le World Series.

## Sommario
Toronto ha vinto la serie, 4-2.
| Gara | Data       | Risultato                                              | Stadio                        | Tempo | Pubblico |
| ---- | ---------- | ------------------------------------------------------ | ----------------------------- | ----- | -------- |
| 1    | 17 ottobre | Toronto Blue Jays – 1, Atlanta Braves – 3              | Atlanta–Fulton County Stadium | 2:37  | 51.763   |
| 2    | 18 ottobre | Toronto Blue Jays – 5, Atlanta Braves – 4              | Atlanta–Fulton County Stadium | 3:30  | 51.763   |
| 3    | 20 ottobre | Atlanta Braves – 2, Toronto Blue Jays – 3              | SkyDome                       | 2:49  | 51.813   |
| 4    | 21 ottobre | Atlanta Braves – 1, Toronto Blue Jays – 2              | SkyDome                       | 2:21  | 52.090   |
| 5    | 22 ottobre | Atlanta Braves – 7, Toronto Blue Jays – 2              | SkyDome                       | 3:05  | 52.268   |
| 6    | 24 ottobre | Toronto Blue Jays – 4, Atlanta Braves – 3 (11 innings) | Atlanta–Fulton County Stadium | 4:07  | 51.763   |

## Hall of Famer coinvolti
- Blue Jays: Pat Gillick (GM), Roberto Alomar, Dave Winfield, Jack Morris
- Braves: Bobby Cox (manager), John Schuerholz (GM), Tom Glavine, John Smoltz